# Fontane-Geburtshaus
Das Fontane-Geburtshaus in Neuruppin, in der heutigen Karl-Marx-Straße 84, wurde nach dem Stadtbrand von 1787 im Zuge des Wiederaufbaus im Jahr 1788 errichtet. Der Apotheker Louis Henri Fontane (1796–1867) und Emilie (1798–1869) geb. Labry hatten 1819 geheiratet und waren von Berlin nach Neuruppin gezogen. Sie konnten das Haus mit angeschlossener Apotheke günstig erwerben. Dort wurde ihr Sohn, der spätere Schriftsteller Theodor Fontane, geboren. Am Eingang der heute noch bestehenden Löwen-Apotheke erinnert eine Gedenktafel mit folgender Inschrift daran:

„In diesem Hause

wurde

Theodor Fontane

am 30. December 1819

geboren.“

Im Jahr 1826 musste Louis Henri Fontane das Haus auf Grund seiner Spielschulden verkaufen.
Das Haus wurde 1867 mit einem dritten Geschoss und einer vorgeblendeten Putzfassade umfassend umgestaltet. 1932 wurde der Hausflur nach links versetzt und hauptsächlich das Erdgeschoss baulich verändert, indem eine zeitgemäße Verkleidung aus Kalkstein angebracht wurde.
Es wurde im Januar 2010 mit der Auszeichnung „Unser Denkmal des Monats“ der Arbeitsgemeinschaft „Städte mit historischen Stadtkernen“ des Landes Brandenburg ausgezeichnet.
Das Haus befindet sich in Privatbesitz und beherbergt neben der im Erdgeschoss befindlichen „Löwen-Apotheke“ auch das Atelier des Künstlers Robert Werner Wagner.